# Una nuova vita per Zoe
Una nuova vita per Zoe (Wild Card) è una serie televisiva statunitense creata da Lynn Marie Latham e Bernard Lechowick. La serie, conosciuta in lingua originale anche come Zoe Busiek: Wild Card, è andata in onda in prima visione assoluta in contemporanea sui canali Lifetime e Global dal 2 agosto 2003 al 16 luglio 2005. In Italia è andata in onda in prima visione su Canale 5 dal 10 luglio al 25 agosto 2006 ed è stata successivamente replicata sui canali La7d e LA7.

## Trama
Zoe Busiek è una ex croupier di Las Vegas la cui vita cambia inaspettatamente quando la sorella muore a causa di un incidente stradale. La donna deve prendersi cura dei tre figli della sorella Taylor, Cliff e Hannah e quando una compagnia di assicurazione nega alla famiglia un sussidio finanziario per la morte della madre, Zoe decide di diventare un'investigatrice sulle frodi assicurative, facendosi aiutare dall'attraente ex-criminale Dan Lennox e da Sophie Mason. Dopo che Sophie decide di lasciare il progetto, viene sostituita da M. Pearl McGuire.

## Personaggi e interpreti

### Personaggi principali
- Zoe Busiek (stagioni 1-2), interpretata da Joely Fisher e doppiata da Roberta Greganti.
- Dan Lennox (stagioni 1-2), interpretato da Chris Potter e doppiato da Enzo Avolio.
- Clifford "Cliff" Woodall (stagioni 1-2), interpretato da Jamie Johnston e doppiato da Jacopo Bonanni.
- Taylor Woodall (stagioni 1-2), interpretata da Vikki Krinsky e doppiata da Rachele Paolelli.
- Hannah Woodall (stagioni 1-2), interpretata da Aislinn Paul e doppiata da Angelica Bolognesi.
- Sophie Mason (stagione 1), interpretata da Rae Dawn Chong e doppiata da Alessandra Cassioli.
- Marcos Morales (stagione 1), interpretato da Bronson Picket e doppiato da Andrea Ward.
- M. Pearl McGuire (stagione 2, guest star stagione 1), interpretata da Loretta Devine e doppiata da Loredana Nicosia.

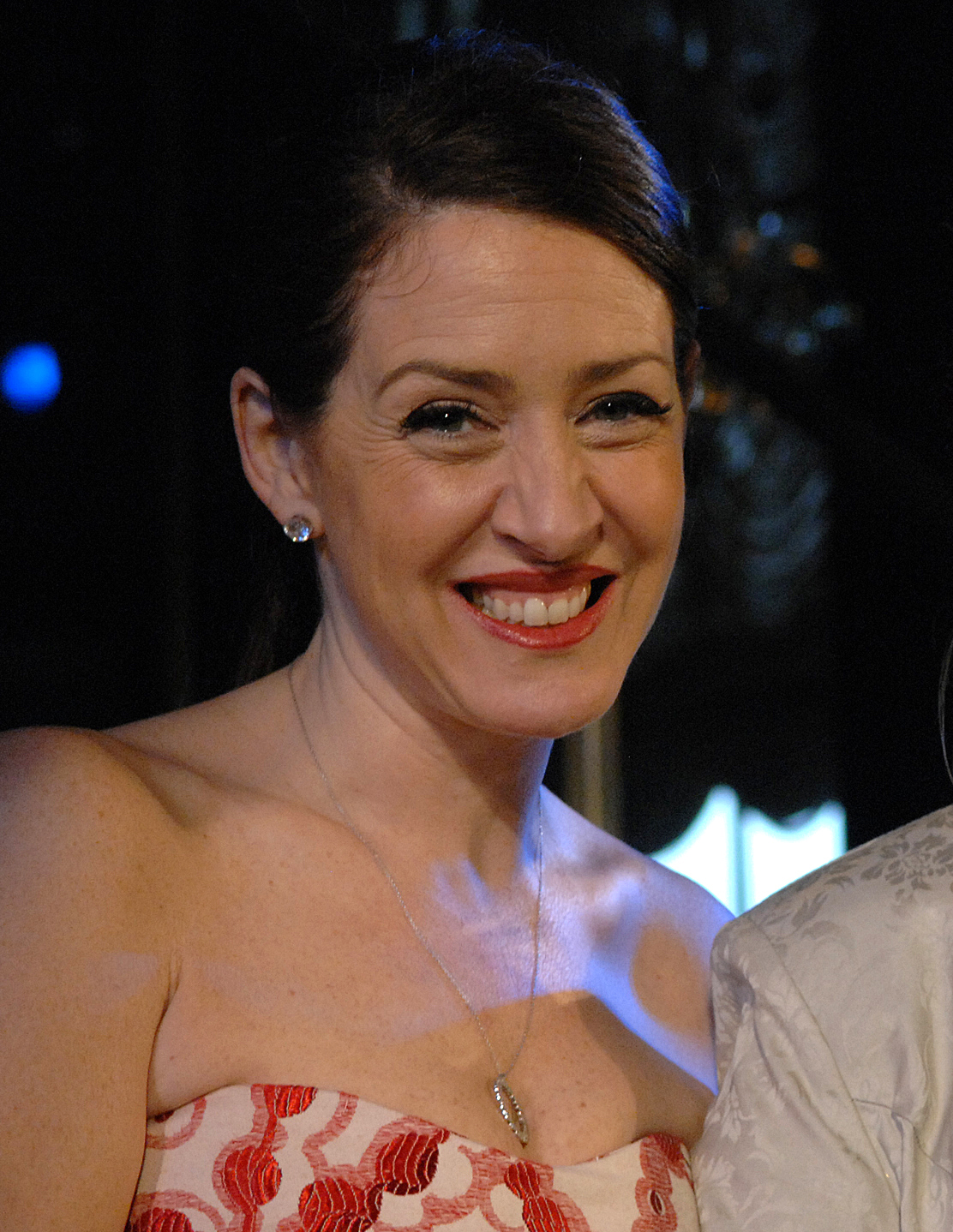
Joely Fisher interpreta Zoe Busiek
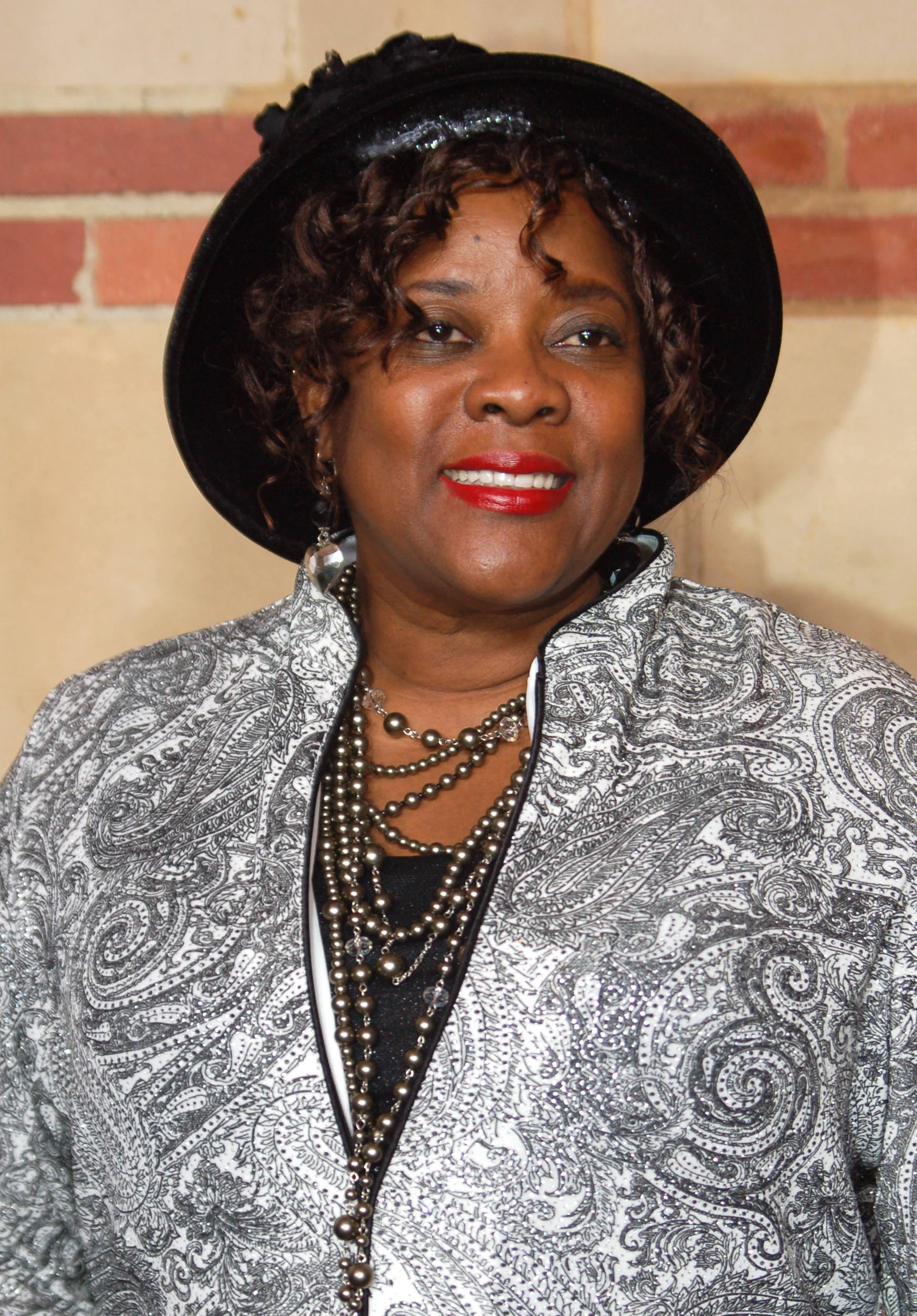
Loretta Devine interpreta M. Pearl McGuire

### Personaggi secondari
- Julian (stagione 1), interpretato da Corey Sevier.
- Ryder (stagione 1), interpretato da Yani Gellman.
- Leo Lombardi (stagione 2), interpretato da Joe Pingue.

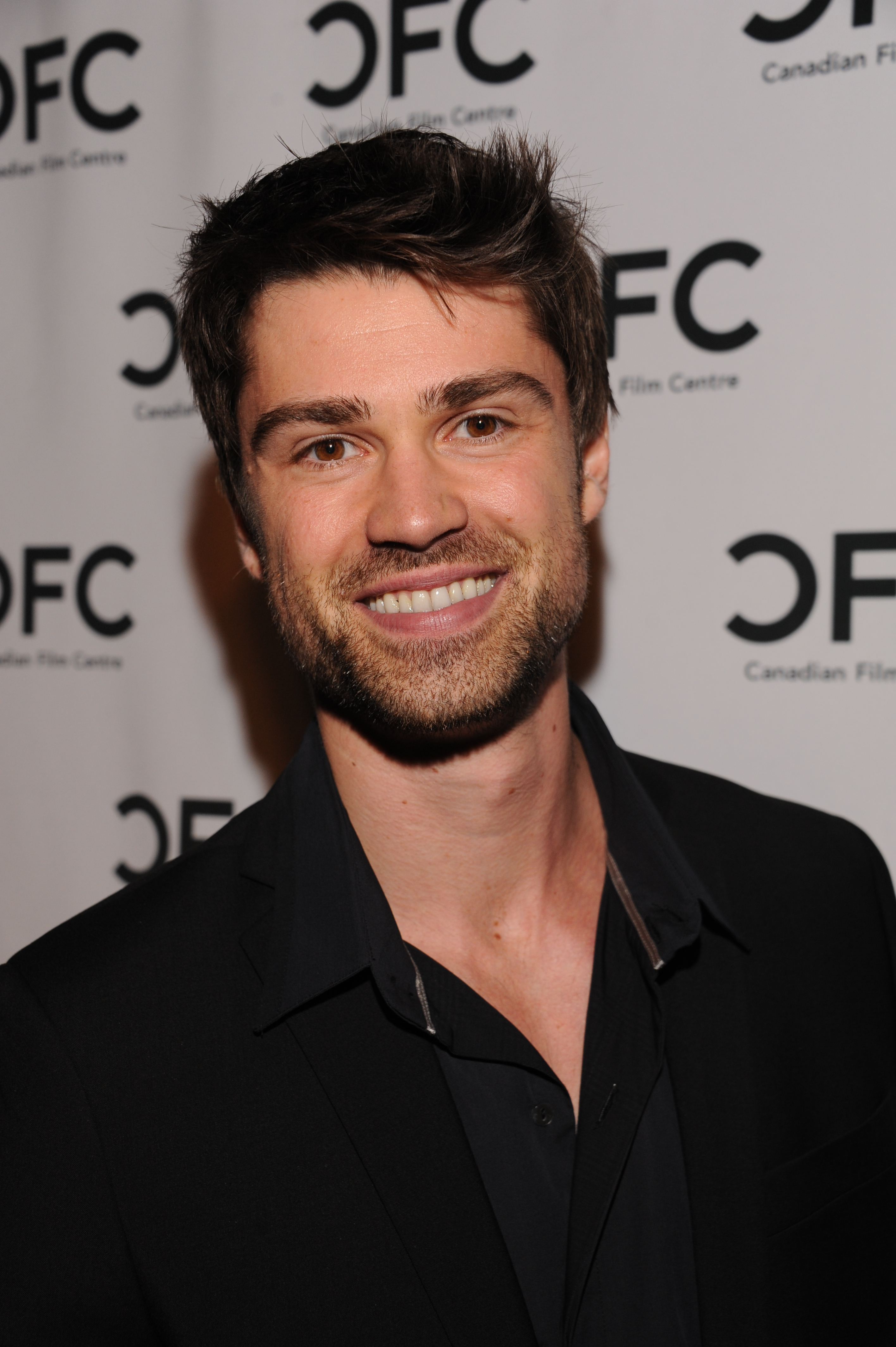
Corey Sevier interpreta Julian
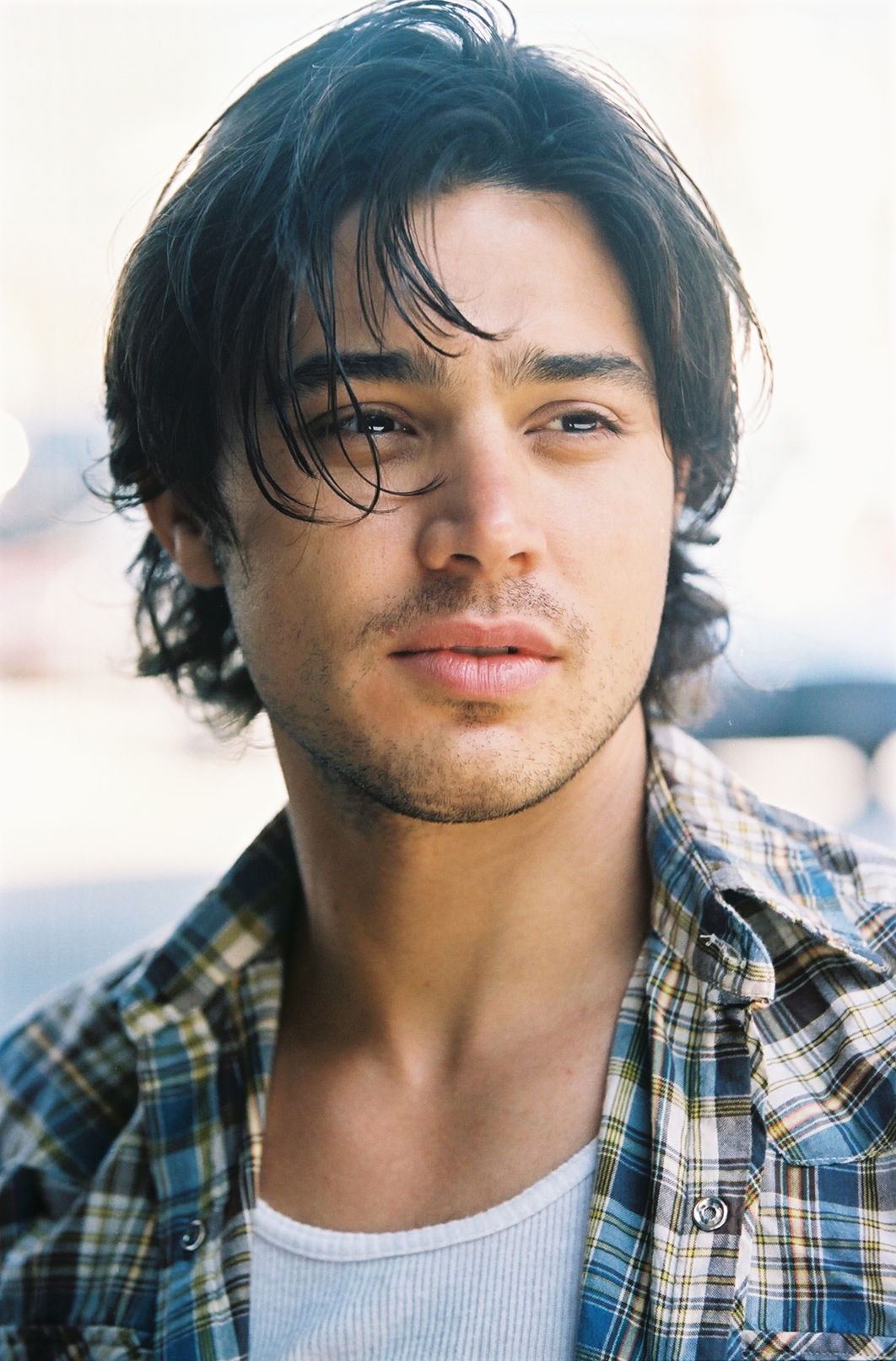
Yani Gellman interpreta Ryder

## Episodi
| Stagione         | Episodi | Prima TV originale | Prima TV Italia |
| ---------------- | ------- | ------------------ | --------------- |
| Prima stagione   | 18      | 2003-2004          | 2006            |
| Seconda stagione | 18      | 2004-2005          | 2006            |